# 殺豬

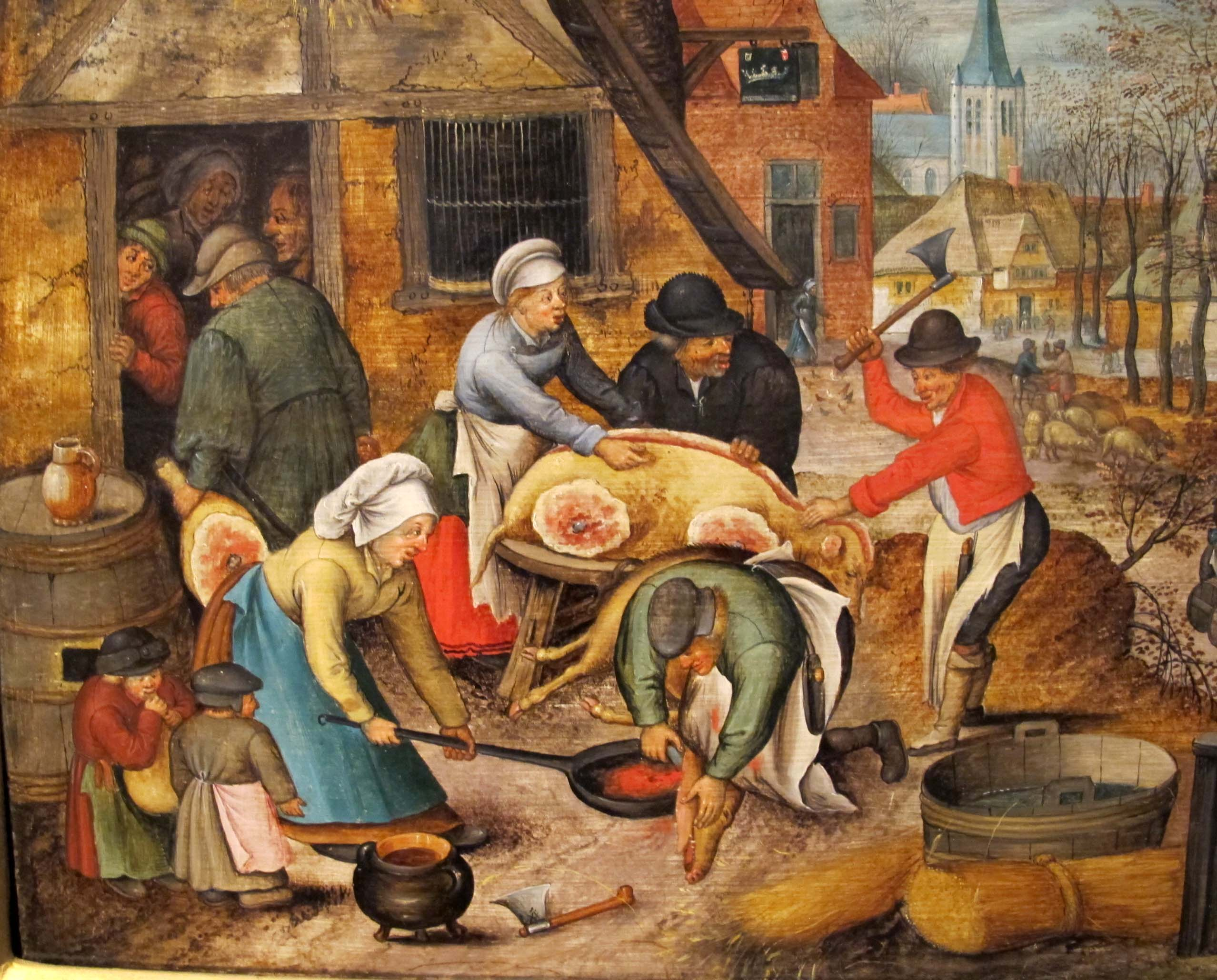
殺豬的農民，由小彼得·勃鲁盖尔於1616年後繪製。

殺豬指的是屠宰家豬的行為，為了商業或傳統節慶目的而殺豬，在很多歐洲和亞洲國家都很普遍。

## 農業
殺豬的主要目的是取得豬肉，不管是傳統養豬或現代集約化養豬當中，殺豬都是養豬的一部分。
豬隻可在不同年紀宰殺，一般在年紀約1.5個月到3個月大時被宰殺的豬為小豬；取肉和培根用的肥育豬在年紀大約4個月到一年大時被宰殺；而一般母豬和未閹割的公豬則在年紀較大時宰殺。以其肉的厚度做區分，小豬的肉可再細分為多肉的肉和富含脂肪的肉；公豬一般在屠宰前一個月閹割，其肉的品質，由切成兩半後各部分的質量及其背部的肉的厚度而定。
人道屠宰協會（Humane Slaughter Association）聲稱，在現代社會，將豬隻運送至屠宰場及其他最後導致豬隻被電暈並被宰殺的過程和情境都經過仔細安排，以確保動物不會受到多餘的痛苦，而這樣除了比較人道外，對於提供高品質的肉也有幫助；然而動物權團體記錄到了豬隻在擁擠且不衛生的環境中被運送至屠宰場的圖像，動物權團體聲稱說這樣的運送過程會導致痛苦，但這在經濟上是合理的。

### 現代的殺豬法
一般而言，人們會先用電流或用擊昏槍和二氧化碳讓豬隻昏迷，之後在一些情況下，人們會用.22手槍或步槍射豬隻的腦部，將豬給「槍斃」；之後豬隻會被放到軌道上，在此這些豬隻會被放血，通常放血的地方是頸動脈和頸靜脈；放完血後，屠體會被丟入一種稱為「燙豬機」的機器的熱水中以方便除毛，之後人們會用一種看起來像剪刀的工具完成除毛，且有時會佐以火把；然而在很多國家，將豬隻昏迷不是標準程序的一部分，豬會在意識清醒的狀況下被放血。
之後這些屠體會被去除內臟，頭部則通常被切除，而身體則會被切成兩半，之後那兩半屠體會被清洗以清除任何殘餘的血、細菌或骨頭碎片等，之後屠體會被冷卻，以方便接下來切割和去骨的過程。
在歐盟，歐盟高峰會和欧洲议会的852/2004號規範、853/2004號規範和854/2004號規範和食品衛生相關，其中包括了對豬隻屠宰的規範。

## 傳統殺豬的過程

### 歐美傳統

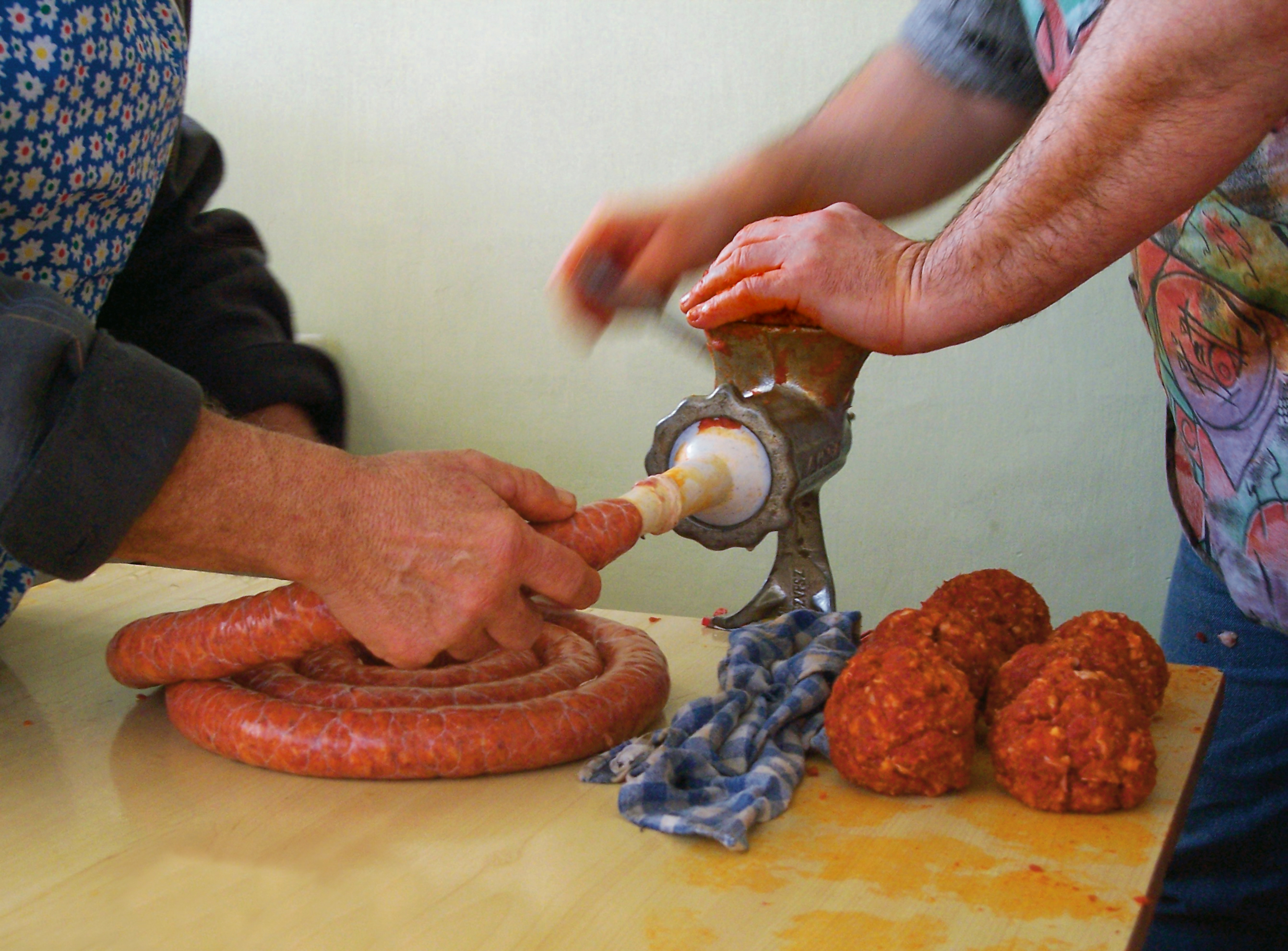
在匈牙利家庭中，以傳統方式製作香腸的過程。

在很多歐洲國家，殺豬都是傳統，諸如阿爾巴尼亞、保加利亞、北馬其頓、克羅埃西亞、捷克、希臘、匈牙利、義大利、摩爾多瓦、波蘭、葡萄牙、羅馬尼亞、俄羅斯、塞爾維亞、斯洛伐克、斯洛維尼亞、西班牙、烏克蘭和科西嘉等地，都有自己的殺豬傳統。
在美國，在過去小型家庭農場也有豬圈，但在現代，豬圈在美國已經很少見了。

#### 傳統秋季活動
在歐美國家，因為一些現實上的考量之故，傳統上屠宰會在秋天及初冬進行。一旦天氣開始變冷，屠宰就可以開始，冷天會讓保存屠宰所得的食物變得較為容易；另一方面，由於人們傳統上會在戶外屠宰動物之故，因此屠宰最好在天氣變得太冷、冷到遠比水結凍的溫度低前進行，因此屠宰活動很少延續到冬天；此外，屠宰活動也需要在耶誕節前完成，以及時為節慶所需的料理做準備。
在過去，秋冬時節也是多數家庭唯一能吃得起大量肉類食物的時刻；而在現代，幾乎所有的歐洲家庭，只要想要，都可以買得起肉品，在商店裡也到處都有未處理的生肉，因此傳統的屠宰方法在現代更多是一項傳統，而不是必要的程序。
殺豬要進行大量的準備，需要準備的工具有秣槽、大量的滾水、一個放肉用的大木桶、鍋子、尖刀，在現代還需要準備人造腸皮（一種灌香腸用的管子）。
在過去，屠夫是一項父子相襲、由父親傳給兒子的行當；而在現代，切肉的第一刀通常由專業屠夫割下，之後的工作會交給一般人進行，而這過程會伴隨著各種當地的儀式進行。

#### 殺豬的過程

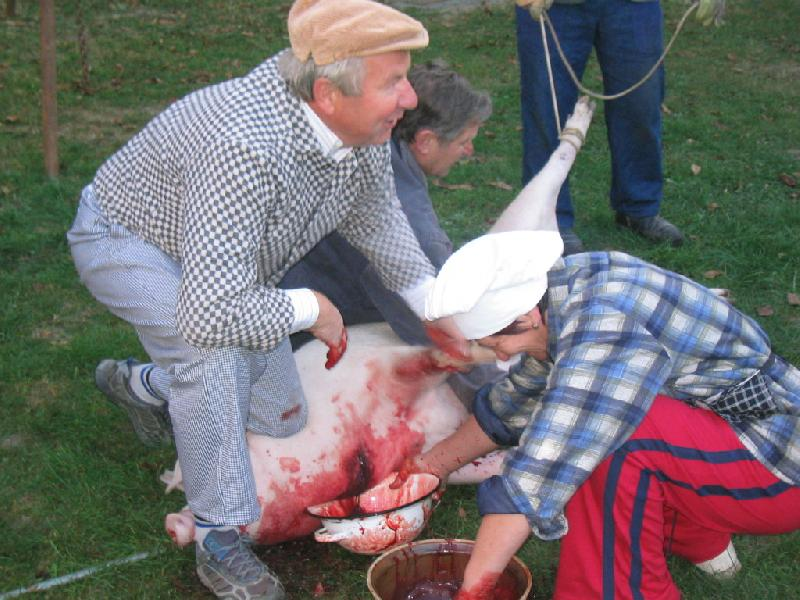
血液會被攪拌以防止凝固，在一些地方，如歐洲的摩爾多瓦和捷克和一些亞洲國家，豬血可以做為加入料理中食用，例如用以煮湯。

傳統上，人們會以一把刀把豬給殺掉，之後豬的屠體會被放入木頭或金屬做的秣槽中，並淋上熱水以除毛，之後豬的屠體會從秣槽中移出，而剩下的毛髮會以刀子或剃刀剃除，之後豬的屠體會再以熱水清洗一次；在現代，要屠宰的豬會先以電擊或吸入二氧化碳的方式擊昏，之後豬馬上會被割喉放血，因為品質理由，因此用擊昏槍擊昏等機械性過程將豬給擊昏不獲推薦，然而一些屠宰場依舊使用這類的作法，而豬隻會以80伏特的電流擊昏。
毛髮處理完後，屠體的內臟會移除，豬隻的性器官、消化器官和排泄器官會被移除，而在現代，有時人們可以賣到切成兩半且不帶腸子或豬血的豬。在現代，出於對旋毛蟲病感染的擔憂，因此一些國家的政府要求人們在對可能受到感染的肉有更多接觸之前，必須將鮮肉的重要部位送交獸醫檢查。
將屠體切塊時必須使用非常銳利的刀，而豬的屠體會被切成火腿、豬肩肉、培根、豬肚、蹄髈、里肌肉、豬排和其他各式各樣的肉塊。

#### 對肉的處理
在豬被切成肉塊後，這些肉塊會再做進一步的處理，以製成各式各樣的食品。
豬臀部的肉會加鹽並壓縮以作為火腿的原料；胸腔的肉會加鹽並煙燻以製成培根。鹽會被抹在每一塊肉上，每塊肉的表面都會包裹著鹽，而一些地方肉甚至會包裹上胡椒。大塊的肉會被絞碎以製作香腸，而傳統上絞肉會包裹在豬腸當中製成香腸。

豬肉主要部位示意圖

大塊的脂肪會被切小塊，其中一些會用於製作脆皮。豬油是以熬煉的方式製作，人們會將豬脂塊放入一個大鐵鍋中，之後將大鐵鍋放在火上熬煮，直到豬脂化作油為止，之後在溫度降低時，這些油會凝結。之後豬油會放入錫罐中，而美國一般的錫罐的容量為五加侖。在歐洲的一些地方，尤其是東歐、中歐、義大利和英國等地，豬油會加鹽以製作薩洛、醃製豬油（Lardo）和鹹豬肉（salt pork）等食品。
豬腸會以握緊的拳頭拉出，之後豬腸會被清洗、切塊並製成粉腸。
剩餘下來的肉會被用作水晶肴肉等多種料理的原料，豬隻多數的部分都會用於這個過程，甚至豬皮等一般會被丟棄的部分，也會保存下來，並和豆子一起烹煮。
要讓火腿、培根、豬肩肉和豬肚肉等得以長期保存，將這些肉送入燻制室處理是必要的，在燻制室中，肉會被掛在架子和鉤子上，並且被煙燻；像是山核桃木、山毛櫸和櫻桃木等散發香氣氣味的木頭會被放在掛著的肉下方的坑中悶燒，這會給豬肉加上特有的味道，並使得肉得以烤乾。

## 國別統計和習俗

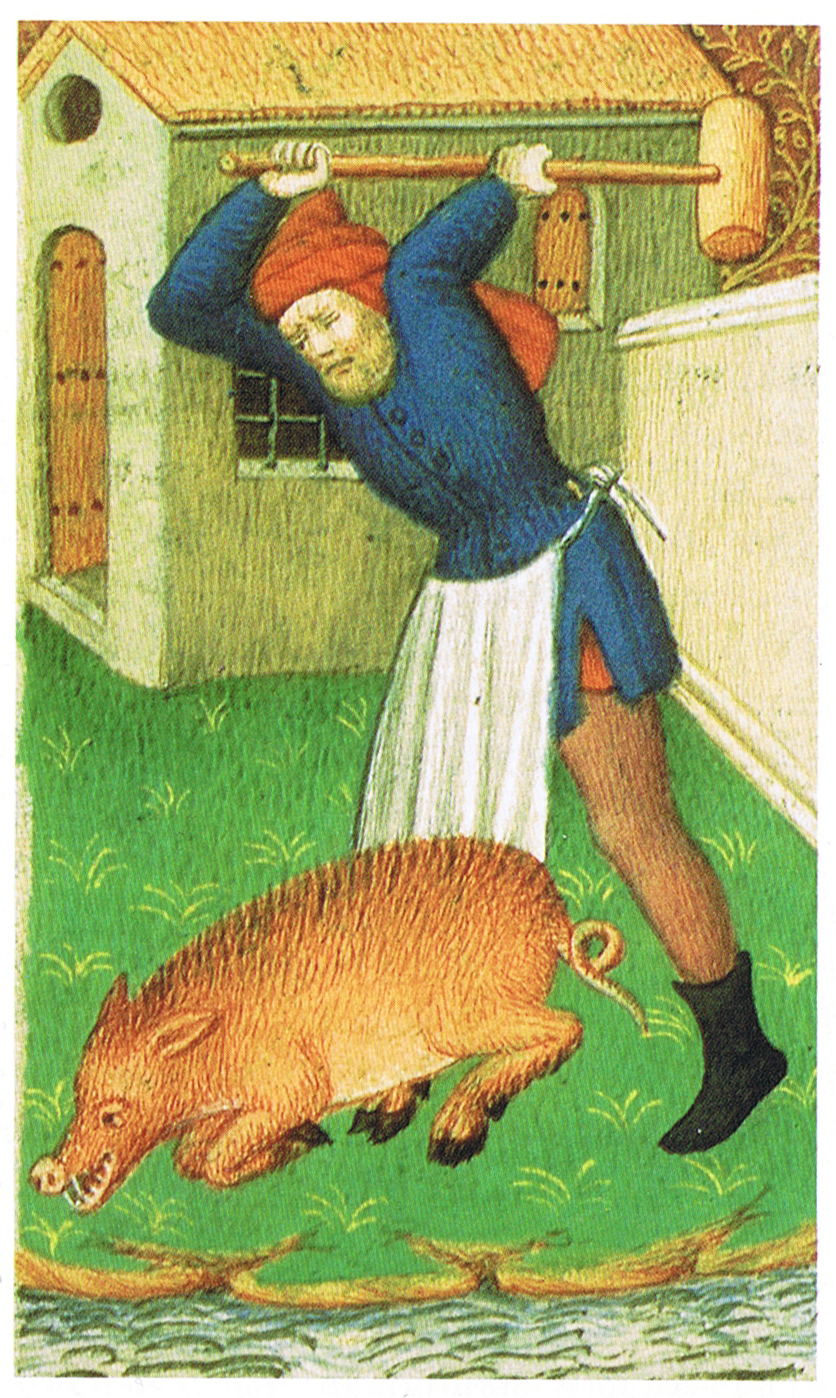
中世紀時歐洲人擊昏豬的方法的示意圖，取自《中世紀料理書》（The Medieval Cookbook）

### 中國大陆
豬肉是中國傳統料理的一部分，養豬也是中國漢人重要的傳統，即使在現代，中華人民共和國依舊是世界上豬肉消耗總量最大的國家。在中國，傳統殺豬的過程大抵和上述歐洲傳統的殺豬過程類似，殺豬時，人們會把豬給按住，並請殺豬匠來幫忙殺豬，殺豬匠會將刀刺入豬脖子中放血。殺豬時講求一刀致命，而殺豬放出來的豬血會收集起來回收再利用，之後豬會丟入充滿滾水中的鍋子去除豬毛，剩下來的豬毛會用刀子剃掉，燙毛後屠體會被分解。前來幫忙殺豬的人，每個人都能分到肉，而豬頭則會拿來祭神。在中國，殺豬一般在農曆新年之前，在小寒和大寒這兩個時節時進行，即所謂的「小寒大寒，殺豬過年」。
中國漢人傳統上對殺豬有一定的禁忌，像例如在傳統上，老母豬是不殺的，因為人們相信老母豬的肉有毒，或者屠宰老母豬是種不仁慈的表現；殺豬刀傳統上也是不可借給他人的，借出去會導致家破人亡；此外在過去，亥日也是不可殺豬的，子時也不可殺豬。
中國廣東潮汕地區有賽大豬的習俗，於每年農曆正月十七、十八日舉行舉行。在此習俗中，人們會把豬養得又大又胖，到祭祀用作犧牲祭品，把豬作奔躍狀，簪花掛紅，在口裡塞進大桔，並跟其他人的豬比誰的較重，他們認為豬越重，神明賜給他們的福氣就越多。祭祀結束後，豬肉會分贈各人。
中國歷史上有一些和殺豬有關的故事，像例如《韓非子·外儲說左上》曾記載有春秋時代儒家聖人之一的曾參「殺彘教子」以教導子女守信的故事；另外在歷史上，南朝宋的宋明帝劉彧在登基為皇帝前，曾因體型肥胖之故而被前廢帝劉子業給冠上「豬王」的稱號，並曾被劉子業當成豬一般地羞辱。劉子業還曾一度因為劉彧惹火自己，而命人將裸體的劉彧用竹杖綁住四肢抬付太官，說：「即日屠豬。」打算以殺豬為藉口將劉彧給除掉；但這時劉休仁在旁笑說：「豬今日未應死。」劉子業問何故，劉休仁答說：「待皇太子生，殺豬取其肝肺。」劉子業聽後怒火漸息，於是命人將劉彧交付廷尉，因此劉彧逃過死劫；另外《聊齋誌異·卷十二》載馮溥家殺豬發現秦檜轉世之奇事。

### 台灣
在台灣，賽神豬是漢人傳統祭典的一部分，神豬會養得比一般的家豬還胖，被養來做神豬的豬，往往體型過大、行動不便，且人們需定期幫助豬隻進食，甚至肥胖至無法站立、最終甚至無法自行翻身。神豬常見於臺灣新北市三峽區清水祖師廟慶典以及客家地區的義民節慶典。其作用是以該類型豬隻屠宰後的大型牲禮，擺於祭典供桌上表達對神祇的敬意。而農家信徒們也會互相飼養神豬，以該神豬體重重量，來一分上下。他們普遍相信，神豬養的越重，甚至於一年一度的神豬競賽獲得勝利，會為未來一年帶來好運。
早期，神豬都會整隻屠宰，將其內臟拿掉後不加以切割的整隻供奉於供桌上，普遍還會在神豬牲禮的嘴巴上，塞個橘子或鳳梨，表示吉祥。20世紀中期之後，則有人將其屠宰過後神豬四腳張開，顯示龐大。可是不管哪種方式，飼主會將神豬牲禮的豬肉，分給在場信徒、鄉眾供用。
在台灣原住民中，殺豬也是很多重要儀式的一部分，像例如在阿美族的一些家庭中，豬被用以當作文化聯結的媒介，在殺豬的過程當中，相關的儀禮維繫了人與人存在的關係，也延續了祖先流傳下來的傳統食物味道。
在近代，豬因為和中共重要人物朱德的姓氏同音之故，「殺豬」一詞一度成為中華民國反共口號「殺朱拔毛」的一部分。

### 前南斯拉夫諸國
在克羅埃西亞及鄰近的波士尼亞與赫塞哥維納、斯洛維尼亞和塞爾維亞等地，傳統殺豬法是殺豬重要的方法，其中包括了屠宰、處理和切肉等程序，在這些國家，鄉村地區的家庭會實行傳統殺豬法，且通常在晚秋時實行，而這樣的習俗可見於潘諾尼亞平原的居民當中。
二戰後，南斯拉夫社會主義共和國的一個國家節日為11月29日，這天和第二天不工作，因此在前南斯拉夫地區，多數的屠宰都會在這兩天進行，在克羅埃西亞的達爾馬提亞地區，殺豬通常在耶誕節和新年之間進行。
屠宰的過程可長達三天，這是因為人們在冬天前會堆積存貨之故；此外，傳統上人們會屠宰好幾隻豬，而這會增加處理豬肉的時間。一些家庭會在一年的這段時間中拜訪自己的親友（常常是祖父母）以提供協助；此外，人們不太會使用機器，豬肉會手工剁碎，而絞肉會以較小且以手工操作的機械式絞肉機製作。
以傳統方法製作的火腿（šunka）、培根（slanina）和血腸（krvavica）與庫倫香腸（Kulen）之類的香腸等被人們認為是美食，其中的一些，像是庫倫香腸，受到欧盟农产品地理标示和传统特产标识的保護；此外豬肉以外的製品如脆皮（čvarci）、施瓦哥爾（švargl）和何羅帶丁那（hladetina）等也被視為傳統料理的一部分。
為了完成這過程，參與者會在屠宰過程中喝拉基亞或葡萄酒等酒類飲料。豬肝通常會在被屠宰的同一天被烤來吃。
在屠宰過程中，男人和女人會被分派不同的工作，一般實際的殺豬、切肉和把肉絞碎的工作會由男人進行，由於南斯拉夫各族社會大抵都是父系社會之故，因此女人通常會被分配較低下的工作，像是在整個過程中等待和為參與者烹煮食物、維護環境清潔，以及清理豬腸以讓豬腸適合灌腸以製作香腸等。
獸醫推獎的衛生標準包括了對人、對工具和對場所的規範，在其中，所有參與屠宰的人都必須身體健康，且戴上帽子，穿上圍裙和靴子，並且必須把手洗乾淨。在屠宰前，諸如刀子、斧頭和鋸子等屠宰用的工具必須磨利、清洗和消毒，且這些工具在屠宰的過程中，都必須放在乾淨的地方，像是屠夫腰帶上乾淨的盒子裡。屠宰場的地面必須有乾淨且水泥的地板，地板上要有排水孔，以方便清洗；秣槽要鍍鋅以方便清洗和消毒，木製的秣槽會吸水和微生物，因此不適合使用。
克羅埃西亞農業部在1992年訂出了和動物屠宰有關的衛生規則、在2003年訂出了丟棄動物廢棄物的規則，並自2005年開始，訂出了和屠宰時動物福利相關的規則。這些規則往往根據歐盟相關的規範制定。
克羅埃西亞的動物權團體認為傳統的屠宰法殘忍且過時，且因為對全國範圍的屠宰缺乏足夠的監控之故，他們也質疑歐盟的動物福利和衛生規範是否被確實遵守；且因為這些規範只見於農業部的網站之故，因此農夫很少了解相關的規範或者該如何執行這些官飯的知識。
克羅埃西亞聲量最大的動保團體「克羅埃西亞動物之友」（Animal Friends Croatia）呼籲政府完全禁止這些習俗。
在克羅埃西亞加入歐盟的過程中，很多人都擔心新的規範會讓傳統殺豬的方法被法律禁止，進而使得所有殺豬過程都必須在受監控的機構中進行。這樣的擔憂是無來由的，因為新的規範主要的重點是在防止不衛生的肉類製品在開放市場中販售，而不是禁止個人在自家消費以傳統方法處理的肉。

### 捷克
在一些國家中，殺豬是特殊事件。

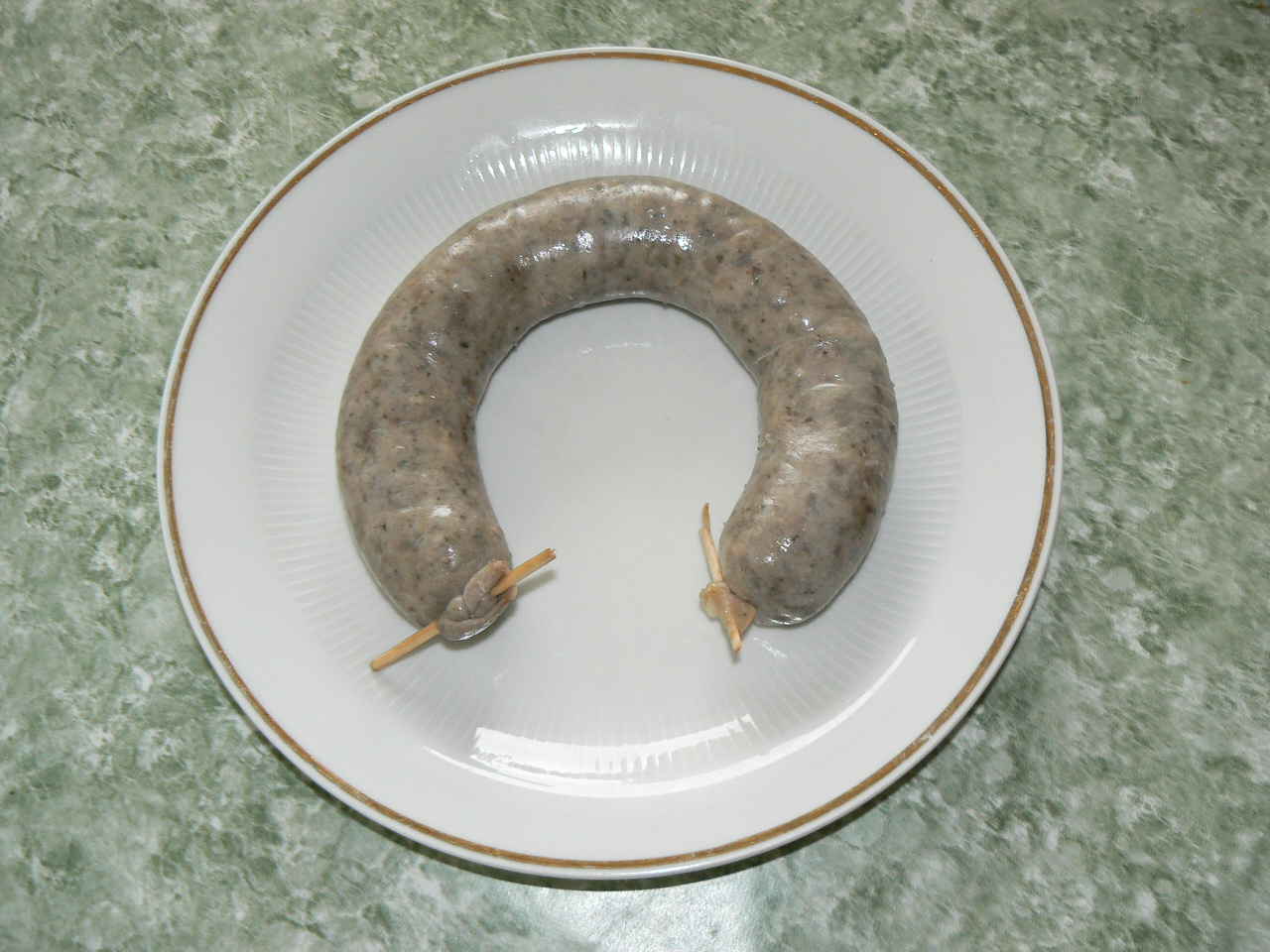
豬肝腸（Jitrnice）是捷克傳統的國民料理之一。

在捷克，殺豬通常在冬天時進行，因為冬天的寒冷，讓鮮豬肉和肉製品較容易保存。為殺豬做的準備常會延續好幾天，且會牽涉到許多儀式。殺豬祭典本身會和豬肝腸、多羅千卡（tlačenka）和豬皮等的製作同時進行。在殺豬祭典結束後，村里的年輕男性會拜訪鄰居和親戚，並送他們豬肉和湯。殺豬祭典會在一個稱為卡米那（karmina）的慶典中結束，這慶典會在殺豬者的家中舉辦，被邀請參加的人有時會戴面具，並和殺豬的人家一起吃喝玩樂。在過去，殺豬祭典通常結束於聖灰星期三。
在2011年，在捷克的很多城鎮和鄉村地區，人們依舊會在懺悔星期二前後進行傳統的殺豬祭典；然而，殺豬是一個消逝中的傳統，在共產黨執政期間，傳統作法較為便宜而人們也傾向在自家養豬和殺豬，在波希米亞和摩拉維亞地區，很多村民都在集體農場中工作，因此要得到食物把豬養肥是相對容易的；但在共產主義時代結束後，在捷克，人們變得較少在家裡養豬。
捷克的殺豬傳統受歐盟規制，在2009年，身為捷克政治人物和歐洲議會議員的延.布熱齊納（Jan Březina）曾寫道：「對於羅馬尼亞人屠宰動物時沒有先將動物昏迷的發現，導致了歐盟內部歇斯底里的反應，歐盟較老的會員國已要求要制定更嚴格的規範。」
傳統殺豬的場面是知名捷克畫家约瑟夫·拉达最愛的場景之一，在瓦茨拉夫·哈维尔的《豬，或者瓦茨拉夫·哈维尔的獵豬》這部劇作中，瓦茨拉夫·哈维尔嘗試在一個傳統殺豬祭典中向村民購買豬肉，但因為他身為持不同意見者、被當局所厭惡的緣故，因此買肉變得困難。在1968年，身為「約羅·侵梅曼劇院」（Jára Cimrman Theatre，此劇院以捷克傳說中的文藝復興人約羅·侵梅曼為名）創辦人之一伊日·謝巴內克（Jiří Šebánek）寫了一部名為《殺豬者在家，廁所內的恐怖》的劇本。

### 斯洛伐克
在斯洛伐克，殺豬自中世紀早期開始，就是冬季傳統的一部分。殺豬是鄉村社會重要的一部分，且是家庭聚集的機會。根據布拉迪斯拉發夸美紐斯大學民族學與文化人類學系的卡特蓮娜·那達斯卡（Katarína Nádaská）的研究，傳統上殺豬會在12月21日，也就是使徒多馬的忌日時開始，農民相信，在使徒多馬的忌日這天宰殺的豬，其肉可以保存得比較久；懺悔星期二前後則是另一個重要的殺豬時節。
在過去有許多和殺豬有關的習俗，像例如在殺豬後，家裡未出嫁的少女會收集豬骨，並將之撒在庭院中以祈求愛情，她們相信說在狗開始叼骨頭時，撒出被狗叼的第一根骨頭的少女，會是第一個嫁出去的。

## 參照
1. ↑  Humane Slaughter of Pigs 的存檔，存档日期2011-11-16.，作者為英國人道屠宰協會
2. 1 2 3  Zdolec, Nevijo.  [Facilities for slaughtering animals]. MESO: The First Croatian Meat Journal (Zagreb, Croatia: Zadružna štampa, d.d.). July 2006, VIII (4): 190–193  [2020-09-02]. ISSN 1332-0025. （原始内容存档于2021-01-25） （克罗地亚语）.
3. ↑  . thestar.com.   [2019-11-06]. （原始内容存档于2021-03-08） （英语）.
4. ↑  . PETA. 2014-12-18  [2019-11-06]. （原始内容存档于2020-12-12） （美国英语）.
5. ↑  Ethics, Animal. . Animal Ethics. 2016-03-29  [2019-11-06]. （原始内容存档于2020-08-05）.
6. ↑  .   [2020-09-02]. （原始内容存档于2015-04-06）.
7. ↑  .   [2020-09-02]. （原始内容存档于2015-04-06）.
8. ↑  .   [2020-09-02]. （原始内容存档于2015-04-26）.
9. 1 2 3 4 5 6 7  Karolyi, Danijel; Salajpal, Krešimir; Luković, Zoran. . MESO: The First Croatian Meat Journal (Zagreb, Croatia: Zadružna štampa, d.d.). July 2010, XII (4): 222–230  [2020-09-02]. ISSN 1332-0025. （原始内容存档于2021-01-25） （克罗地亚语）.
10. 1 2 3 4 5 6 7 8 9 10 11  Kadić Goran, Franjo Babić. . gradiste.com.   [25 May 2011]. （原始内容存档于2021-01-25） （克罗地亚语）.
11. ↑  Humane Slaughter of Pigs 的存檔，存档日期16 November 2011.，作者為英國人道屠宰協會
12. ↑  Mašić, Mario. . MESO: The First Croatian Meat Journal (Zagreb, Croatia: Zadružna štampa, d.d.). April 2004, VI (2): 55–60  [2020-09-02]. ISSN 1332-0025. （原始内容存档于2021-01-25） （克罗地亚语）.
13. ↑  .   [2020-09-02]. （原始内容存档于2020-12-12）.
14. ↑  原文：曾子之妻之市，其子隨之而泣，其母曰：「女還，顧反為女殺彘。」妻適市來，曾子欲捕彘殺之，妻止之曰：「特與嬰兒戲耳。」曾子曰：「嬰兒非與戲也。嬰兒非有知也，待父母而學者也，聽父母之教，今子欺之，是教子欺也。母欺子，子而不信其母，非所以成教也。」遂烹彘也。
15. ↑  太官是古代中國掌管皇帝膳食的官員
16. ↑  《宋書·卷七十二·文九王傳》：「時廢帝狂悖無道，誅害群公，忌憚諸父，並囚之殿內，毆捶淩曳，無複人理。休仁及太宗、山陽王休祐，形體並肥壯，帝乃以竹籠盛而稱之，以太宗尤肥，號為『豬王』，號休仁為『殺王』，休祐為『賊王』。……嘗以木槽盛飯，內諸雜食，攪令和合，掘地為坑阱，實之以泥水，裸太宗內坑中，和槽食置前，令太宗以口就槽中食，用之為歡笑。欲害太宗及休仁、休祐前後以十數，休仁多計數，每以笑調佞諛悅之，故得推遷。……太宗嘗忤旨，帝怒，乃裸之，縛其手腳，以杖貫手腳內，使人擔付太官，曰：『即日屠豬。』休仁笑謂帝曰：『豬今日未應死。』帝問其故，休仁曰：『待皇太子生，殺豬取其肝肺。』帝意乃解，曰：『且付廷尉。』一宿出之。」
17. ↑  《聊齋志異·卷十二·秦檜》：青州馮中堂家，殺一豕，燖去毛鬣，肉內有字云：「秦檜七世身。」烹而啖之，其肉臭惡，因投諸犬。嗚呼！檜之肉，恐犬亦不當食之矣！聞益都人說：「中堂之祖，前身在宋朝為檜所害，故生平最敬岳武穆。於青州城北通衢傍建岳王殿，秦檜、万俟卨伏跪地下。往來行人瞻禮岳王，則投石檜、卨，香火不絕。後大兵征於七之年，馮氏子孫毀岳王像。數里外，有俗祠「子孫娘娘」，因舁檜、卨其中，使朝跪焉。百世下，必有杜十姨、伍髭鬚之悞，甚可笑也。
18. ↑  .   [2011-02-08]. （原始内容存档于2011-02-10）.
19. ↑  黃忠文. 2014. 阿美族的殺豬儀禮—以泰源(Alapawan)部落kuradan家族為例 （页面存档备份，存于）. 公共與文化事務學系南島文化研究碩士班, 國立台東大學.
20. ↑  施瓦哥爾和何羅帶丁那是前南斯拉夫聯邦地區兩種和水晶肴肉類似的料理
21. ↑  . Animal Friends Croatia.   [23 December 2013]. （原始内容存档于2022-12-05）.
22. ↑   [No ban, but there's still less pig slaughter]. Glas Slavonije. 24 November 2009  [26 May 2011]. （原始内容存档于2021-01-28） （克罗地亚语）.
23. ↑  . Europski dom Zagreb. 17 January 2011  [26 May 2011]. （原始内容存档于2017-12-01） （克罗地亚语）.
24. 1 2 3 4 5  Turek, Milan. . Pozitivní noviny. 31 January 2009  [26 May 2011]. （原始内容存档于2021-01-20） （捷克语）.
25. ↑  施多羅千卡是捷克地區一種和水晶肴肉類似的料理
26. 1 2  Vaňková, Zuzana. . deník.cz. 30 January 2010  [23 May 2011]. （原始内容存档于2016-09-12） （捷克语）.
27. ↑  Lazarová, Daniela. . Czech Radio. 28 February 2004  [23 May 2011]. （原始内容存档于2016-09-12）.
28. ↑  Lapčík, Michael. . deník.cz. 26 June 2009  [24 May 2011]. （原始内容存档于2017-10-30） （捷克语）. ("Zjištění, že se v Rumunsku zvířata před porážkou neomračují, vyvolalo na půdě evropských institucí hysterickou reakci. Staré členské státy začaly volat po celoevropské přísnější úpravě. Výsledkem je učebnicový příklad nesmyslné evropské legislativy ukrajující další kousek z národních tradic.“)
29. ↑  Willoughby, Ian. . Czech Radio. 20 March 2010  [23 May 2011]. （原始内容存档于2014-02-02）.
30. ↑  . Mladá fronta DNES. 24 March 2010  [23 May 2011]. （原始内容存档于2015-04-29） （捷克语）.
31. ↑  Kroc, Vladimír. . Czech Radio. 20 October 2007  [26 May 2011]. （原始内容存档于2017-05-14） （捷克语）.
32. 1 2 3  . Generalkonsulat Slowakische Republik in Zürich. 7 January 2011  [26 May 2011]. （原始内容存档于2012-03-24） （斯洛伐克语）.

## 外部連結
- Slovak Pig Slaughter and Sausage Making[]─一篇英語文章，內有大量的圖片，將一戶斯洛伐克家庭殺豬的過程給分成68個步驟
- Moldavian Pig Slaughter （页面存档备份，存于）─一篇英語文章，其中對醫護摩爾多瓦家庭殺豬的過程有詳細的圖片介紹。